# Sashishi deda
Pour plus de détails, voir Fiche technique et Distribution.
Sashishi deda (საშიში დედა, littéralement « mère dangereuse ») est un film géorgien réalisé par Ana Urushadze, sorti en 2017.

## Fiche technique
- Titre : Sashishi deda
- Titre original : საშიში დედა
- Réalisation : Ana Urushadze
- Scénario : Ana Urushadze
- Musique : Nika Pasuri
- Photographie : Konstantin Esadze
- Montage : Alexander Kuranov
- Production : Tinatin Kajrishvili et Lasha Khalvashi
- Société de production : Artizm, Gemini et Allfilm
- Pays :  Géorgie et  Estonie
- Genre : Drame
- Durée : 107 minutes
- Dates de sortie : 
  -  Suisse : 3 août 2017 (festival international du film de Locarno)

## Distribution
- Nato Murvanidze : Manana
- Ramaz Ioseliani : Nukri
- Dimitri Tatishvili : Anri
- Avtandil Makharadze : Jarji
- Anastasia Chanturaia : Dea
- Lasha Gabunia : Sergi
- Luka Kachibaia : Toma
- Darejan Kharshiladze : le mère de Manana
- Lili Khuriti : Nunu
- Nana Khuriti : Nino

## Distinctions
Lors du festival du film de Sarajevo, le film a remporté le Cœur de Sarajevo du meilleur film et le prix Cineuropa.